# Rudy Simone
Rudy Simone (1950) és una dona estatunidenca, escriptora de llibres sobre la síndrome d'Asperger, cantant, compositora i actriu.

## Entrevistes i conferències
Ha sigut entrevistada per The New York Times, TIME i Australian Broadcasting Corporation.
Rudy ha impartit conferències sobre autisme i síndrome d'Asperger a Gran Bretanya. Va parlar en el World Knowledge Forum de 2012 a Seül, Corea del Sud.

## Llibres publicats
Els seus llibres han estat traduïts a diversos idiomes.
- 22 Things a Woman Must Know if She loves a Man with Asperger's Syndrome (Jessica Kingsley Publishers, 2009), ISBN 978-1-84905-803-2.
- Asperger's on the Job (Future Horizons Publishing, 2010), assessorament per a persones amb Asperger o amb un autisme d'alt funcionament, i els seus empleadors, educadors i advocats, ISBN 1935274090.
- Aspergirls: Empowering Females with Asperger's Syndrome (Jessica Kingsley Publishers, 2010), ISBN 978-1-84905-826-1.
- 22 Things A Woman with Asperger's Wants her Partner to Know (Jessica Kingsley Publisher, 2012), ISBN 978-1-84905-883-4.
- Orsath (2013), llibre de fantasia i èpica.
- The A-Z of ASDs: Aunt Aspie’s Guide to Life (Jessica Kingsley Publishers, 2016), ISBN 978-1785921131.
- Sex and the Single Aspie (Jessica Kingsley, 2018), escrit amb el pseudònim «Artemisia», ISBN 978-1-78592-530-6.
- Sex and single Aspie (Jessica Kingsley Publishers, 2018) escrit amb el pesudònim «Artemisia», ISBN 978-1785925306.

També ha escrit els pròlegs d'Asperger's in Pink i The Aspie Teen Survival Guide.

## Àlbums
Rudy Simone a escrit i produït:
- Gothic Blues (2013)
- Thief of Dreams (2014)
- Penny Dredful (2016)
- Burn the Witch

## Síndrome d'Asperger

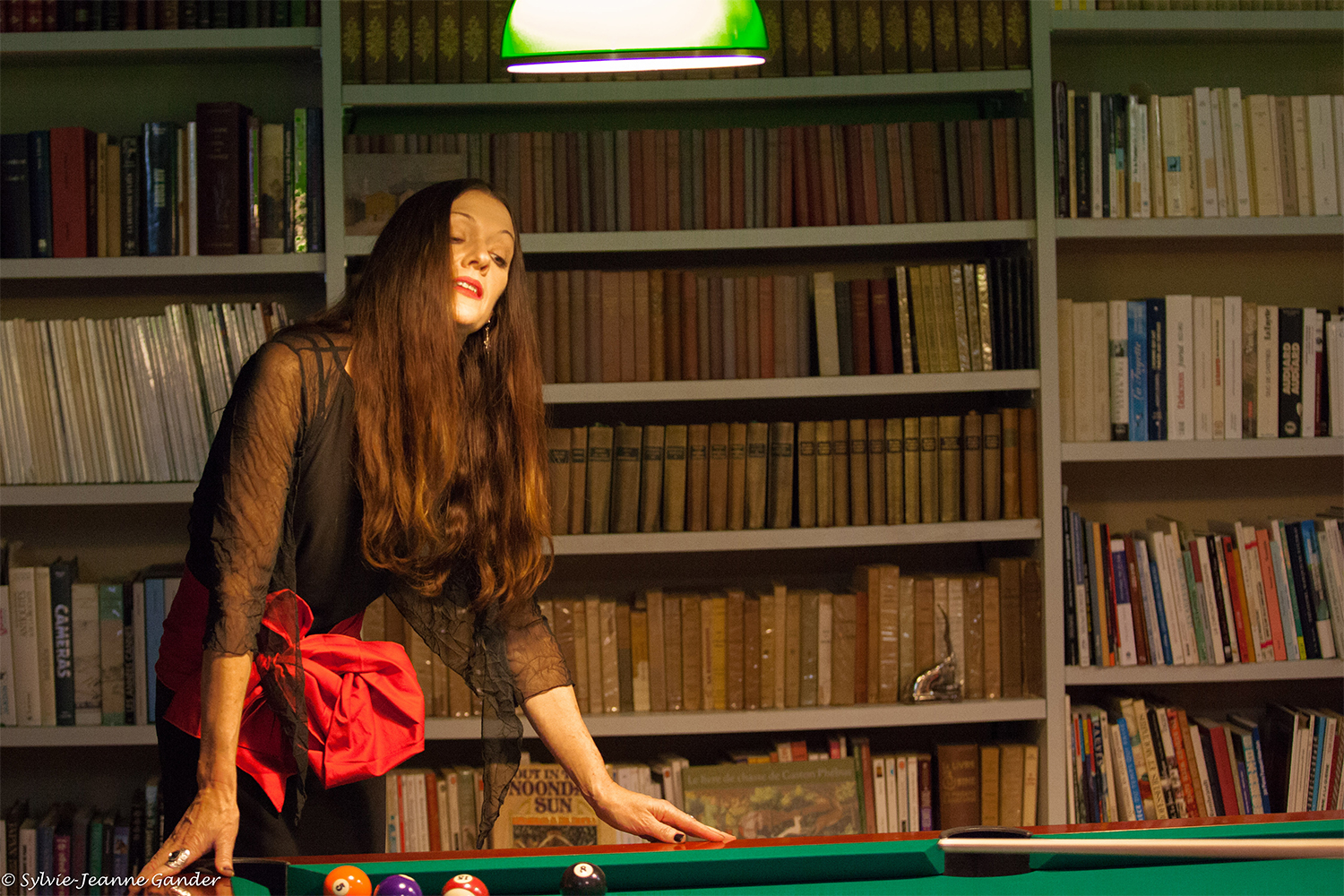
Rudy Simone, 2016

El 2011, Simone va explicar a Time que es va autodiagnosticar amb síndrome d'Asperger després de no trobar un metge que la cregués a menys de 800 km d'on vivia.
En un blog de desembre de 2014, Simone va escriure que la seva redacció de llibres i els seus canvis dietètics havien reduït els seus símptomes fins al punt que ja no pertanyia a l'espectre de trastorns autistes (TEA). Tanmateix, després es va adonar que continuava sent una persona amb Asperger, i recentment ha estat treballant a França per reformar el tractament de les persones amb autisme en aquest país.
El 12 d'agost de 2016, va fer una entrevista al lloc web Everyday Aspie on va explicar que el seu autodiagnòstic no es va confirmar oficialment i que no tenia la necessitat de ser avaluada.
Va canviar el seu nom el 2017 i ara publica els seus llibres amb el pseudònim «Artemisia».

## Premis
Aspergirls va guanyar un Premi d 'or del Independent Publishers Group el 2011, i Asperger's on the Job va guanyar una menció honorable a la revista ForeWord 2010 Book of the Year Awards.